# Африканский лунёвый ястреб
Африканский лунёвый ястреб (лат. Polyboroides typus) — вид хищных птиц из ястребиных (Accipitridae). Выделяют два подвида. Распространены в Африке.

## Описание
Африканский лунёвый ястреб — хищная птица среднего размера с длиной тела от 51 до 68 см, размахом крыльев от 118 до 152 см и массой от 500 до 950 г. Самки в среднем только на 3% крупнее самцов, но на 26% тяжелее. Голова маленькая, заострённая. На макушке есть гребень из перьев, который может подниматься и опускаться. Крылья длинные, широкие и с закруглёнными концами. Хвост длинный, закруглённый. Необычной особенностью этих птиц является двойной сустав колен, позволяющий сгибать ноги назад и вперед, цевка может быть отведена на 70°, а в сторону на 30°. Половой диморфизм в окраске оперения не выражен. Оперение преимущественно серого цвета, с чёрными пятнами на лопатках и больших кроющих перьях (у самок пятна крупнее и более многочисленные), маховые перья с широким чёрным краем. Хвост чёрного цвета с белой центральной полосой и узкой полосой на окончании. На брюхе и бёдрах чередуются белые и чёрные полосы. Радужная оболочка тёмно-коричневая. Восковица жёлтого цвета у взрослых особей и зеленовато-жёлтая у молоди, голые участки лица жёлтые у взрослых особей и черноватые у молоди. Ноги жёлтые. Молодые особи полностью тёмно-коричневого цвета, за исключением небольших беловатых полосок на груди и неясных рыжеватых полосок на брюхе. У молоди светлой морфы нижняя часть тела беловатая или рыжеватая с тёмными полосами на груди, брюхо рыжее с тёмными полосами. Молодые птицы через три года меняют окраску и становятся неотличимы от взрослых особей.

## Вокализация
Вне сезона размножения довольно молчаливый вид. Основной крик при контактах, ухаживании и совокуплении — протяжный, жалобный, или короткий, или продолжительный «su-ecereeoo». Иногда более мяукающий, в других случаях свистящий. Рядом с гнездом издаётся «hwerp-hweep-hwp».

## Биология
Среда обитания африканского лунёвого ястреба довольно разнообразна: влажные леса, лесные опушки и поляны (реже в сплошном лесу), лесистая саванна, холмистая местность с оврагами и крутыми склонами, галерейные леса у рек и озер. Легко адаптируется к частично обезлесенным районам и другим местам обитания, измененным людьми, таким как эвкалиптовые или кокосовые плантации, и даже эвкалиптовые деревья в городах. Встречается от уровня моря до высоты 3000 метров над уровнем моря.

### Питание
В зависимости от наличия пищи, африканский лунёвый ястреб использует различные стратегии охоты. В основном он питается птицами, их птенцами и яйцами; рептилиями и мелкими млекопитающими. Специализируется на использовании своих длинных ног для извлечения пищи из щелей и полостей, например, в кронах деревьев или в земле, часто воруя яйца и птенцов из гнезд ткачиковых или из более легкодоступных гнезд других птиц. Также охотится, паря на высоте до 100 м над землёй и быстро снижаясь, как только замечает добычу. Ходит и бегает по стволам деревьев, взмахивая крыльями для равновесия, или перепрыгивает с присады на присаду, высматривая добычу. В Западной Африке существенную часть рациона составляют плоды масличной пальмы.

### Размножение
Сезон размножения африканского лунёвого ястреба в разных частях ареала приходится: в Западной Африке на ноябрь—май; в Нигерии на октябрь—март, в Кении на январь—март, к востоку от Восточно-Африканской рифтовой долины на апрель—май и ноябрь—декабрь; в Уганде на март—август; в Нигерии на октябрь—март; в Замбии, Малави и Зимбабве на сентябрь—ноябрь и в Южной Африке на ноябрь—декабрь.
Гнездо размером 60—70 см и высотой 20—30 см сооружается из веток, внутри выстилается зелёными листьями. Гнездо строится обоими родителями примерно за 30 дней. Размещается на больших деревьях (эвкалипт, баобаб, молочай и т.п.) внутри кроны на главной или боковой развилке на высоте 10—21 м от земли; иногда у основания куста или дерева, растущего из выступе скалы. В кладке от одного до трёх яиц (обычно 1—2). Обычно выживает один птенец, редко два. Инкубация продолжается 35—36 дней. Насиживает в основном самка, в то время как самец обеспечивает её пищей. Птенцы оперяются через 45—55 дней.

## Подвиды и распространение
Выделяют два подвида:
- Polyboroides typus typus Smith, 1829	— от Судана до восточной Африки и на юг до Анголы и Южной Африки
- Polyboroides typus pectoralis Sharpe, 1903 — от Сенегала и Гамбии до Габона и Демократической Республики Конго

## Галерея
- Неполовозрелая особь в полёте, Замбия
- Неполовозрелая особь поднимает кору дерева, Южная Африка
- Взрослый ястреб в полёте, Зимбабве
- Взрослая особь обследует полость в дереве, Кения